# 自由滑
自由滑（英語：或Free Skating，簡稱FS）是花式滑冰競賽中的內容之一，是花式滑冰單人滑、雙人滑項目現行競賽內容中的第二項。就如同名稱所指出的，表演時間較短節目來得長。女子單人滑、男子单人滑成人組表演時限為4分鐘，雙人滑成人組則為4分30秒，而青少年組的時限少30秒。
最初自由滑在花式滑冰競賽中是相對於規定動作設計的，其「自由」之處在於有選擇表演元素的完全自由：選手可以表演最適合表現個人技術的任何元素組合。然而1980年代國際滑冰總會通過「均衡節目」的方案，在1982年實施於雙人滑項目，並在1984年擴及單人滑項目，以反擊流行趨勢：當時選手們在節目中著重更純粹的運動元素如跳躍，而犧牲展示滑冰技術的旋轉與其他動作。其後許多年，平衡節目的方案要求單人滑選手在節目中至少表現4個旋轉，雙人滑選手則要表演3到5個托舉。